# Ladang Kasik Putih
Ladang Kasik Putih is een bestuurslaag in het regentschap Aceh Selatan van de provincie Atjeh, Indonesië. Ladang Kasik Putih telt 475 inwoners (volkstelling 2010).